# Moussy, Marne

Moussy este o comună în departamentul Marne, Franța. În 2009 avea o populație de 781 de locuitori.